# Morchellaceae
Morchellaceae é uma família de fungos ascomicetos da ordem Pezizales. Segum trabalho de referência, esta família continha pelo menos 49 espécies distribuídas por quatro géneros. Porém, em 2012 foram adicionados cinco géneros que produzem ascomas hipógeos. Os membros mais bem conhecidos mebros desta família são os culinariamente apreciados Morchella, o género Verpa e o género Disciotis. Os restantes quatro géneros produzem corpos frutíferos hipógeos (subterrâneos).
Análises de ADN ribossómico de muitos dos membros de Pezizales mostrou que que os três géneros Verpa, Morchella, e Disciotis tinham um parentesco próximo. São agora incluídos na família Morchellaceae.

## Géneros
Costantinella (anamorfo)

Disciotis (terrestre)

Morchella (terrestre)

Verpa (terrestre)

Kalapuya (hipógeo)

Imaia (hipógeo)

Leucangium (hipógeo)

Fischerula (hipógeo)